# 毛里求斯的小岛
毛里求斯共和国的主岛毛里求斯岛以及罗德里格岛海岸线周边，被100多个小岛及礁石环绕。

## 鹿岛

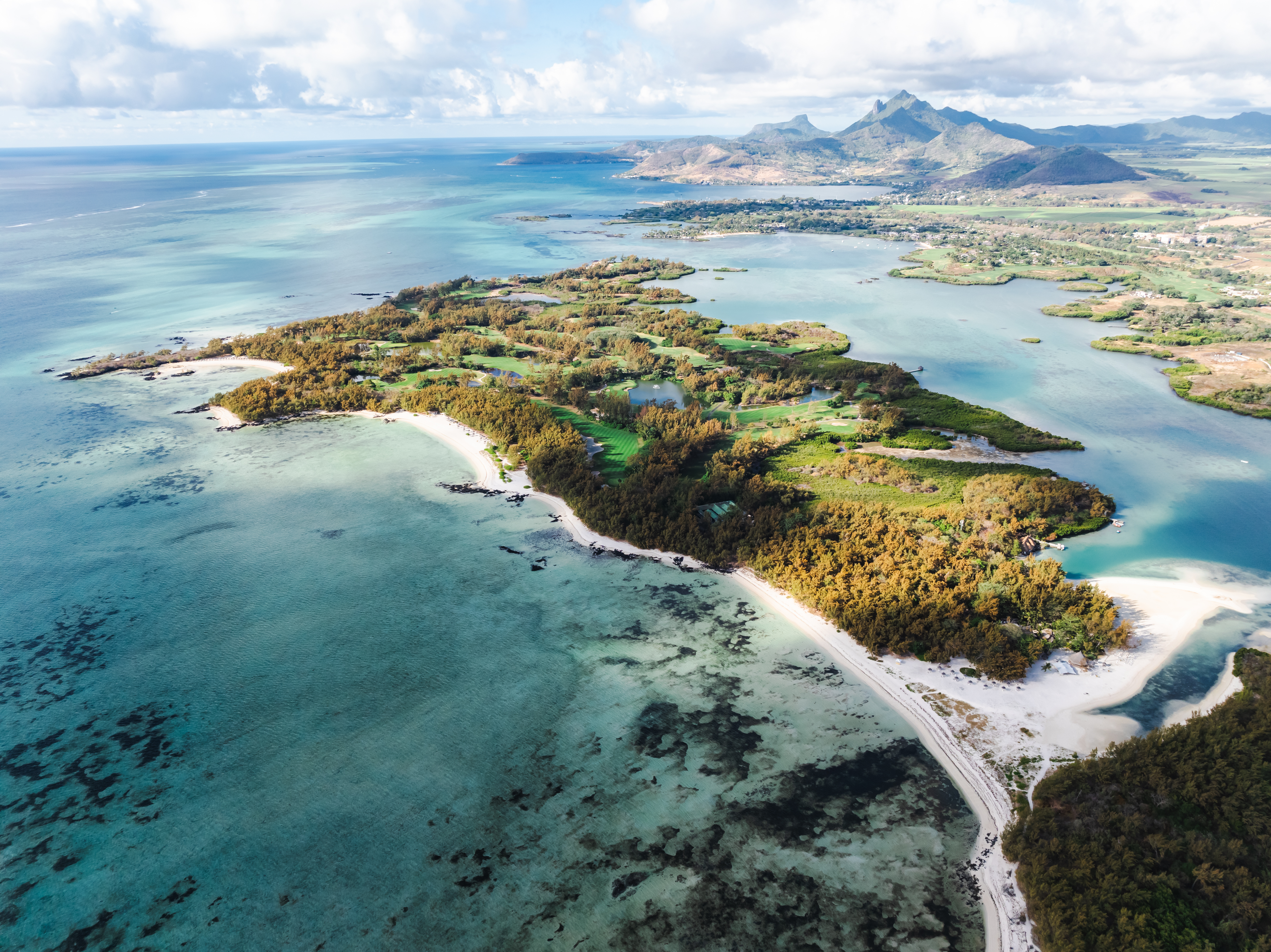
鹿岛的沙滩

鹿岛靠近毛里求斯岛的东岸。虽然名为鹿岛，但现在整个岛上已经看不到任何一只鹿了。鹿岛周围的海水非常浅，即使离海岸100米的海水依然不会把人淹没。
虽然要到鹿岛只有通过快艇、双体船以及一个名为Trou d'Eau Douce的村庄出发的渡轮，但每天依然有大量游客造访该岛，周末尤甚。今天的鹿岛是高尔夫圣地，岛上有一个豪华的高尔夫球场。海滩边提供各种水上运动。在海滩附近，则有许多小商贩在出售旅游纪念品、服饰以及手工制作的饰物。

## 圆岛
圆岛在坐落在毛里求斯岛以北22.5公里处，方圆1.69平方公里，海拔最高点280米，是一个无人定居的小岛。
圆岛被毛里求斯农业与自然资源部划为自然保护区。岛上栖息着众多稀有的爬行动物，譬如圆岛蜥蜴、圆岛壁虎以及岛蚺。

## 帕塞島
帕塞島是位于大港区海湾中岩石岛，是1810年8月英法之间爆发的大港海戰的战场即在此处。

## 岡納斯科因島

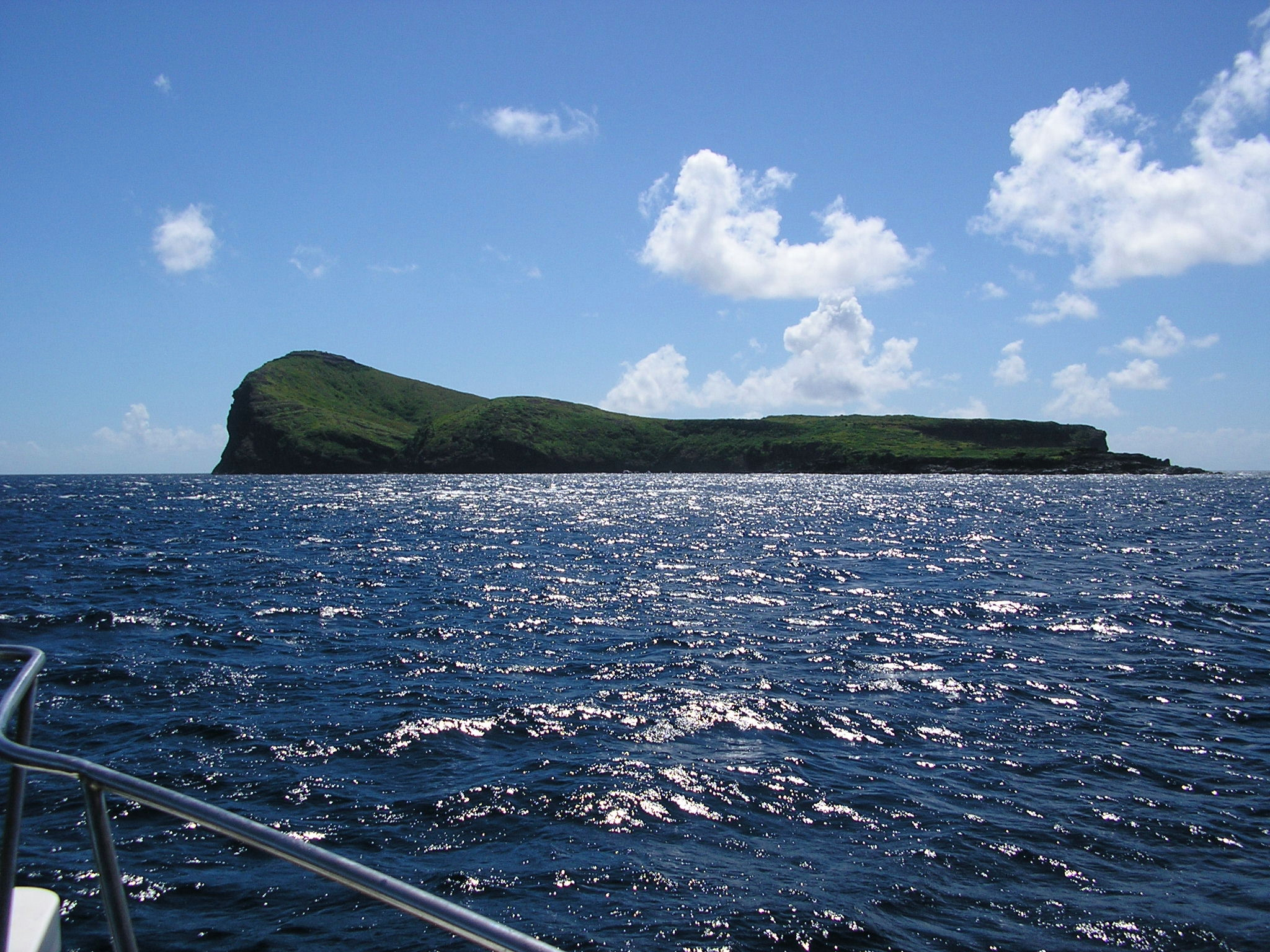
岡納斯科因島

岡納斯科因島位于毛里求斯岛以北8公里，占地65公顷。在毛里求斯北部海岸线的大部分地方都可以看到岡納斯科因島奇特的外貌。荷兰殖民者曾经在岛上开辟甘蔗种植园，至今遗址尚存。

## 琥珀岛
昂布爾島，又称琥珀岛，在毛里求斯的东岸。
和其他小岛相比，琥珀岛相对较大，而且还有几个小岛环绕四周。琥珀岛的主要产业是林业。

## 鹅岛
鹅岛（Pointe Bernache）在琥珀岛附近，被泻湖环绕，是捕鱼的好去处。它南岸美丽的沙滩吸引了许多旅行者。

## 普拉特島

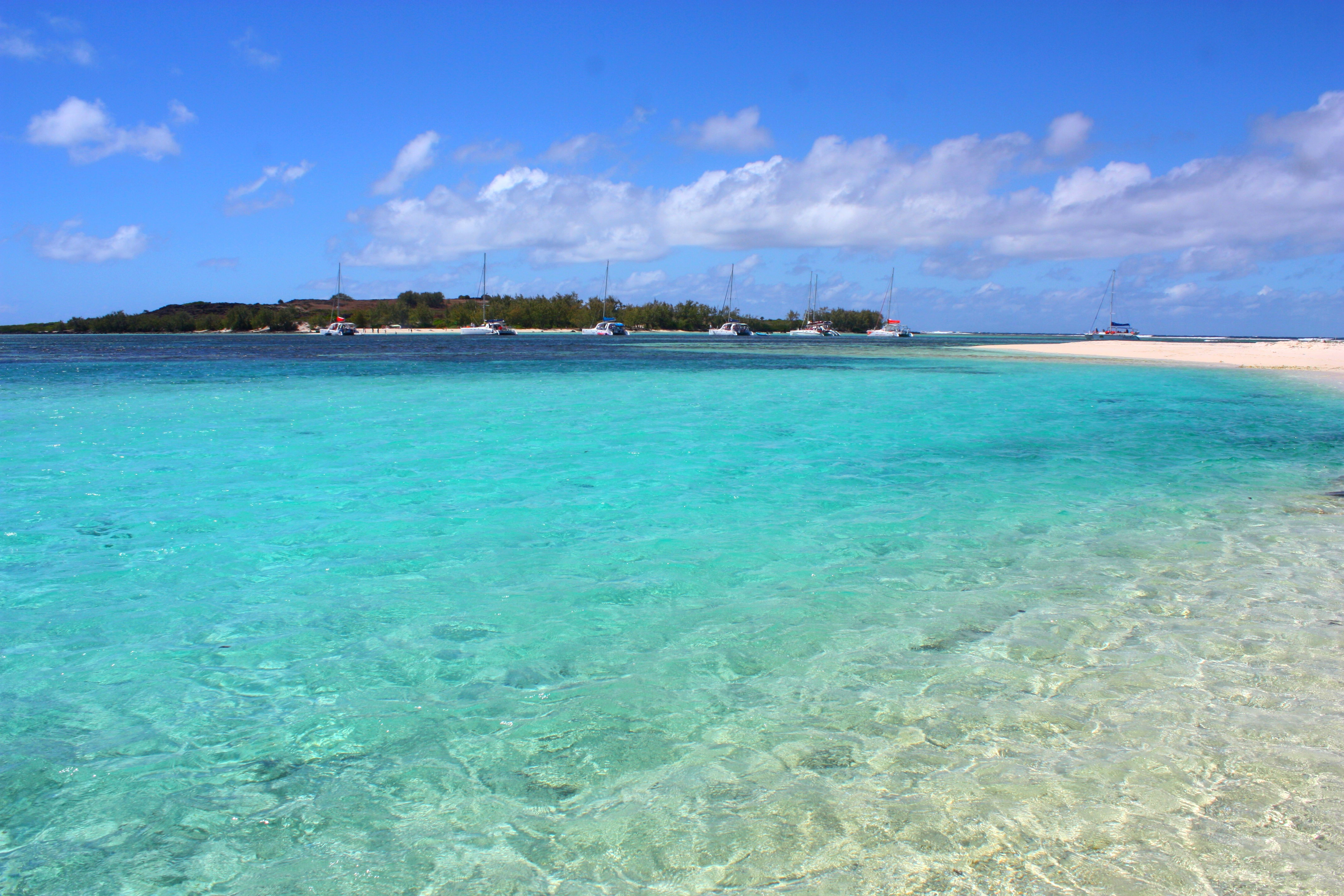
加布里埃尔岛

普拉特島（又称为“平岛”）和圆岛、蛇岛以及岡納斯科因島一样位于毛里求斯岛的北边海域。 平岛正面临着被淹没的危险。除了平岛这一主要岛屿之外，平岛还包括了附近寸草不生的加布里埃尔岛（Îlot Gabriel）和小礁石“鸽子礁”（Pigeon Rock）。平岛上有一处墓园，其历史可追溯到19世纪：英国殖民者为了避免疟疾等疾病的传播，把患病者送到了平岛上。此外，平岛上还有一座灯塔，是毛里求斯尚在工作的两处灯塔之一。
平岛附近的海域被潜水者称为鲨鱼漩涡（The Shark Pit），是一处著名的潜水胜地，因潜水者在此处可以亲眼目睹鲨鱼在富含氧气的海水冲击鸽子礁而形成的漩涡中游弋而得名。

## 大港列屿
大港列屿（Grand Port Islets） 由一座已经被淹没的火山岛喷发而形成。这一串环绕大港的岛屿包括火烈鸟岛（Île aux Flamants）、瓦科阿岛（Île Vacoas）、富凯岛（Île Fouquet）、愚人岛（Île aux Fous）、鸟岛（Île aux Oiseaux）、鸟岩（Rocher des Oiseaux）、玛丽安岛（Île Marianne）、猫岛（Îlot Chats）、前文提到的帕塞島(Île de la Passe)以及符号岛（Île aux Signes）等众多岛屿。 在决定毛里求斯归属的大港海戰中，这一系列岛屿在英法之间几度易手。

## 水库小岛
农场水库（La Ferme）和瓦科阿水库（La Mare du Vacoas）水库中均包含至少一座陆连岛。在农场水库中的无名岛（俗称农场岛）上有一个小型气象站。

## 蛇岛
虽然名为蛇岛，但在欧洲人来到之后不久岛上的蛇类生物就灭绝了。蛇岛山岭连绵，夹杂着一些森林。

## 红手帕岛
红手帕岛（Mouchoir Rouge），位于大港的海湾中，面朝马埃堡。岛上有一座常住的旅舍。
红手帕岛附近曾有另一座小岛，但现在已经沉没，只有在落潮是才会以礁石的形态露出水面。

## 蛤蜊岛
蛤蜊岛（Île aux Benitiers）包括了一座大岛和一座小岛。大岛有2公里长、500米宽。岛上有人定居，并有椰树种植园。
1927年以来，蛤蜊岛就已经租赁给私人，现在属于Nubheebucus家族。

## 死人岛
死人岛（英语称Dead Man Island，法语称Îlot du Mort）位于朗帕河区海岸，因附近有大量沉船而得名。

## 巴克莱岛
巴克莱岛（Barkley island）是毛里求斯首都路易港港口里的一块小岩礁。许多造访路易港的船舶均停靠在巴克莱岛。

## 信天翁岛
信天翁岛（Île Albatross）位于毛里求斯岛南岸的外海，靠近萨凡纳区。信天翁岛是自然保护区，岛上有许多候鸟生活。

## 熔炉岛
熔炉岛（Île Fournaise）是琥珀岛附近的一个死火山岛，一般认为该岛曾经是琥珀岛的一部分。熔炉岛得名于留尼汪岛上的著名火山富爾奈斯火山。

## 双椰岛
双椰岛（Île des deux Cocos，或者Île aux deux Cocos）位于大港区海岸的外海。因为曾经有两处法国殖民者建立的椰子种植园而得名。在18世纪的一场风暴摧毁了所有的作物后，两座种植园被废弃。

## 东岛和猫岛
东岛（Île de L'Est）和猫岛（Île aux Chats）是弗拉克区海岸一系列在低潮时会露出海面的岛屿中较大的两座。这两座岛近年来成为了野营胜地。

## 鲁宾岛
鲁宾岛（Île aux Lubines）位于猫岛附近，是未经许可不得登陆的自然保护区。

## 瓦科阿岛（弗拉克区）
虽然与大港列屿中的瓦科阿岛同名，但位于弗拉克区海岸的瓦科阿岛（Île Vacoas）得名于当地特产，“Vacoas”在毛里求斯克里奥尔语中意为蔗糖，这是欧洲殖民者抵达毛里求斯后最早种植的作物。

## 塞舌尔岛
塞尔尔岛（Îlot Seychelles）是位于路易港港口附近的一个小岛，其名字很显然来自毛里求斯北部的塞舌尔。

## 花椰菜岛
花椰菜岛（Le Souffleur）位于萨凡纳区首府苏亚克海岸不远处。

## 军舰岛
军舰岛（Île Fregate）上有一个毛里求斯政府设立的自然保护区，其得名于岛上有罕见的军舰鸟。

## 木桶岛和信天翁岛
路易港附近本来有一个半岛与毛里求斯岛相连，后来由于地质运动演变成了两个小岛，其中较大的叫木桶岛（Île aux Tonneliers），可供船只停泊，较小的叫信天翁岛（Île Albatross）——不同于萨凡纳区附近的信天翁岛——是个荒岛。

## 桑丘岛
桑丘岛（Île Sancho）是一个在20世纪50年代才形成的沙洲，如今已经被植被覆盖。它位于萨瓦纳区海岸附近，被珊瑚礁环绕。

## 岩岛
岩岛（Île Roches）位于大港区与弗拉克区交界处的海岸附近。顾名思义，岩岛上主要被岩石覆盖，可用地极少。英国人曾计划在岛上种植椰子树但终告失败。如今岩岛上依然植被稀少。

## 蟹岛
蟹岛（Île Crabe）位于罗德里格岛东海岸附近，因为岛上有大群螃蟹而得名。

## 砂岛和科科岛

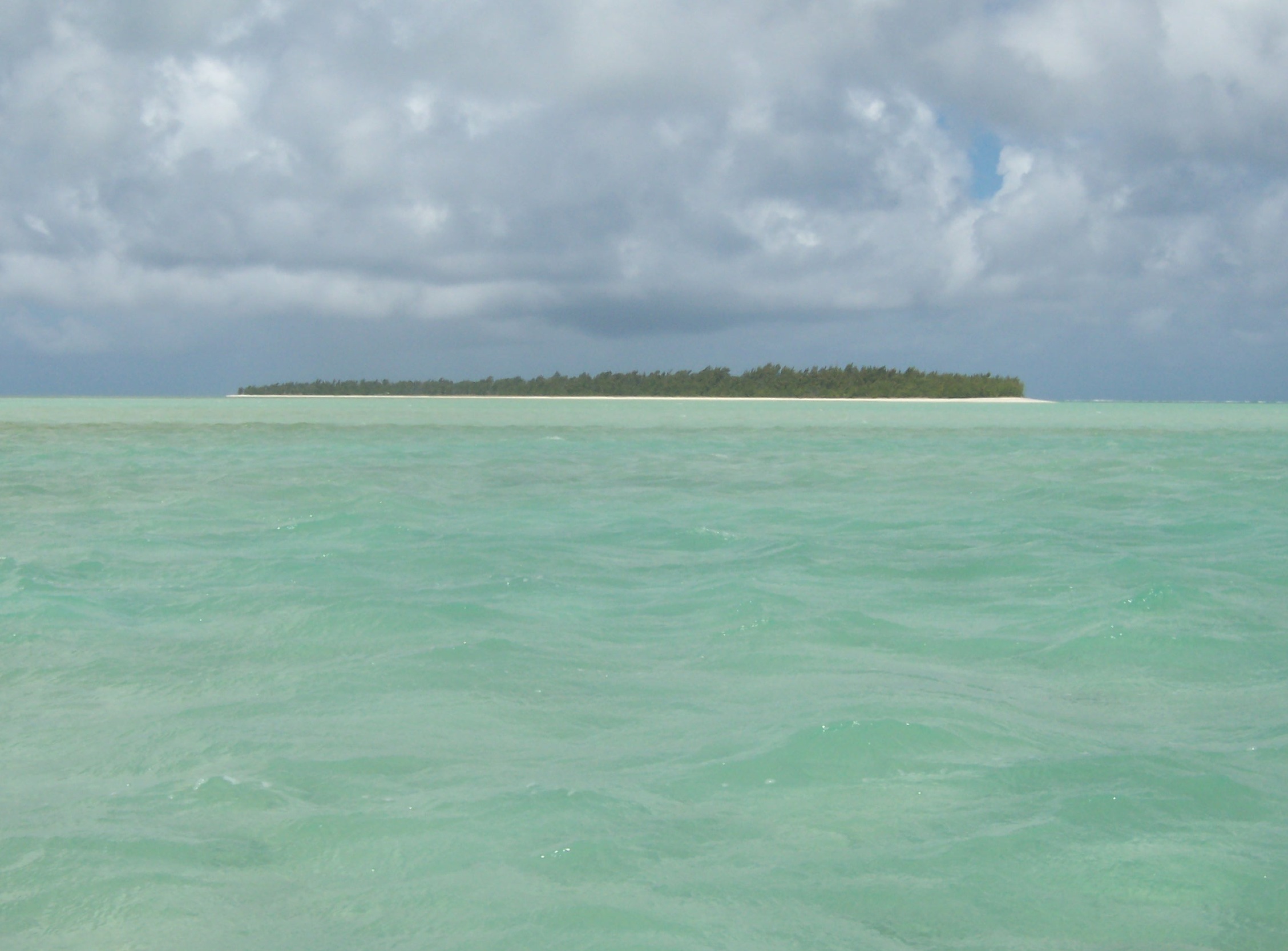
科科岛

砂岛（Île aux Sables）和科科岛（Île aux Cocos）是位于罗德里格岛以东的两个小岛。两岛都是自然保护区并均设有气象站。两个小岛都以生活着多种鸟类而著名。

## 猫岛
猫岛（英语：Cat Island，法语：Île aux Chats）位于罗德里格岛以南，是一处潜水胜地。

## 赫米蒂奇島

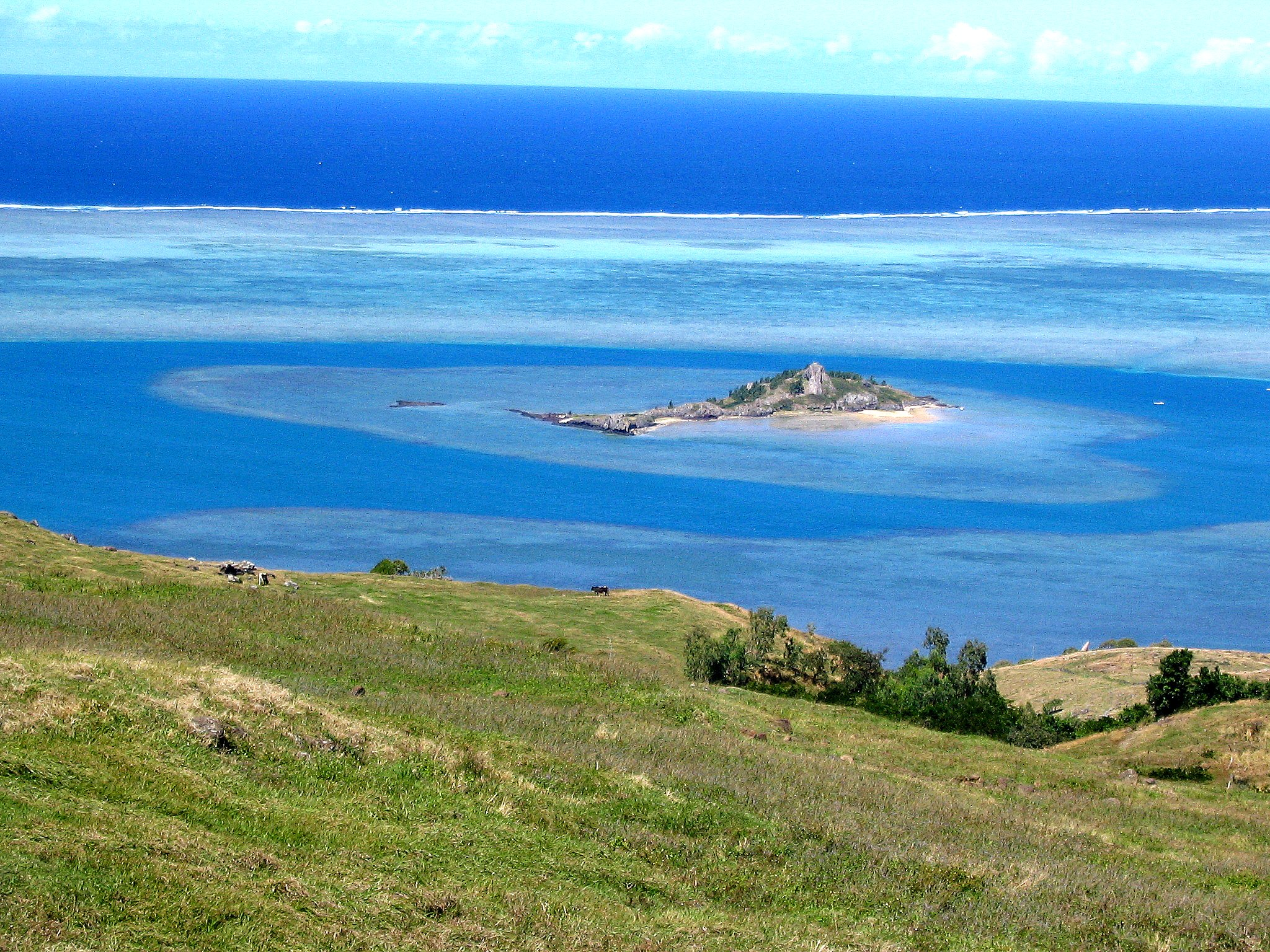
赫米蒂奇島

赫米蒂奇島（英语称“Hermitage Island”，法语称“Île Hermitage”，藏宝岛）是坐落在罗德里格岛的东南港西南方的一座小岛。传说岛上埋有宝藏，因此成为了热门的旅游景点。

## 疯狂岛
疯狂岛（Île aux Fous）在罗德里格岛附近，因荷兰人占领毛里求斯后将麻风病人流放到该岛上而得名。